# Таримский нефтегазоносный бассейн

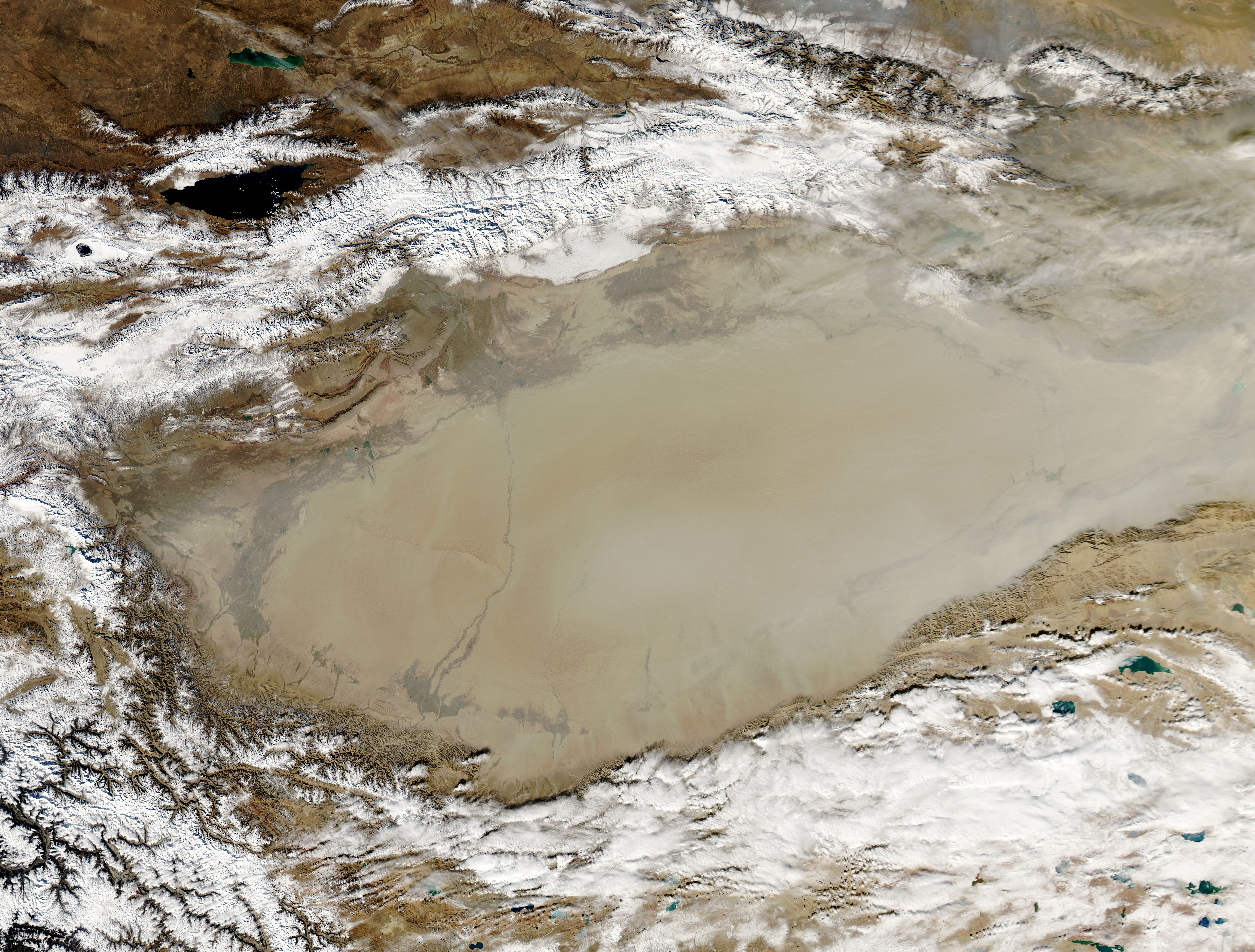
Таримская впадина, в которой расположен Таримский нефтегазоносный бассейн.

Таримский нефтегазоносный бассейн — нефтегазоносный бассейн, расположен в западной части Китая в пустыне Такла-Макан между горами Тянь-Шань на севере и Куньлунь и Алтынтаг на юге. Основной структурный план бассейна определяется глубокими предгорными прогибами и крупным Ойхартским сводом, расположенным в средней части бассейна и имеющим докембрийский фундамент.
Среди предгорных прогибов выделяются на севере Кучарский, на западе Кашгарский, на юге Яркендский и Черченский. Прогибы сложены мезозойскими и кайнозойскими отложениями.
Самое крупное нефтяное месторождение бассейна — Тахэ, одно из крупных месторождений Китая, а газовое — Дина.
Площадь бассейна составляет 530 тыс. км². Таримские нефть и газ по трубопроводу «Восток-Запад» поступают в восточные провинции Китая. В бассейне содержится 30 % запасов нефти и газа Китая. Запасы нефти оцениваются до 17 млрд т, а газа — 8,5 трлн м³.
Таримский нефтегазоносный бассейн подразделяется на нефтегазоносные районы:
- Кучарский;
- Кашгарский;
- Яркендский;
- Черченский.

Для водоснабжения Таримского бассейна был построен канал «Иртыш—Урумчи», отбирающий воду из Чёрного Иртыша.